# Лийвс Айс
„Лийвс Айс“ (на английски: Leaves' Eyes) е германско-норвежка симфонична метъл група.
Съставена е от музиканти, произлизащи от град Лудвигсбург, провинция Баден-Вюртемберг, Германия и град Ставангер, Норвегия. Сформирана е през 2003 г. от норвежката певица Лив Кристин (вокал на „Тиътър ъф Траджеди“) и целия състав на германската дет метъл група „Атросити“. Групата има издадени 5 студийни албума, сингъл, 6 ий-пи-та, концертен албум и едно DVD.
Всеки член на групата има предишен професионалнен опит в други музикални начинания, години преди включването в „Лийвс Айс“, което по същество я превръща в супергрупа. Певицата Лив Кристин пее в групата „Тиътър ъф Траджеди“ в средата на 1990-те години. Тази норвежка група е сред първите, които ползват женски вокал на метъл сцената и нейният клубен хит Tanz der Schatten става синоним на направлението и експресивността на цял музикален жанр. Лив Кристин се изявява и на поп сцената и пее песни за ТВ хитове като Tatort и Schimanski. Допълнителните членове на групата пристигат от дет метъл групата „Атросити“.
По-голямата част от лириката на групата, написана от Лив Кристин, засяга норвежката митология и ерата на викингите. Мелодичните вокали на Лив Кристин понякога са допълвани от ревящи дет вокали на Крул, което се идентифицира с вокалния стил, който Кристин нарича „Красавицата и звяра“.
„Лийвс Айс“ често представя натуралистични мотиви в музиката си след излизането на дебютния албум Lovelorn (2004). Голяма част от текстовете за албума са повлияни не само от природата, но също от сагите и легендите, залегнали в норвежката митология. Групата е добре посрещната на „Уейв Готик Трефен“ – 2004, сценичната премиера на групата.
Година след Lovelorn „Ливс Айс“ издава следващия албум Vinland Saga (2005, който е вдъхновен от викинга Лиф Ериксон. Първият сингъл Elegy от албума остава в класациите на Германия в продължение на 4 последователни седмици. Телевизионната станция „Прозибен“ използва Elegy като официална песен за ТВ поредицата NUMB3RS.
В допълнение към студийните начинания групата прави чести турнета. В рамките на 4 години пътешества по 4 континента и 34 страни, изнася 222 концерта. Концертното DVD We Came with the Northern Winds – En Saga I Belgia влиза в германските класации за DVD-та под № 11 през 2009 г. Този ексклузивен пакет документира историята на групата и включва концерта на Фестивала за метъл женски гласове през 2007 г. Този хедлайн е изпълнен с антураж от сложни декори, включващи викингски боен кораб, разположен на сцената.